# Fiender är tråkigt
Fiender är tråkigt är ett musikalbum av Veronica Maggio som utgavs 2019. Det är hennes sjätte studioalbum och utgavs av skivbolaget Universal Music. Hälften av albumet gavs ut som "minialbum" i juni 2019, och andra hälften senare samma år. Majoriteten av låtarna på albumet är samskrivna av Maggio, Joakim Berg och Simon Hassle. Men även Agrin Rahmani har varit med och skrivit några av låtarna.
Som första singel från skivan gavs den inledande låten "Kurt Cobain" ut. Den andra singeln blev "Tillfälligheter" vilken också blev skivans största hitsingel. Båda låtar nådde en fjärdeplats som topplacering på Sverigetopplistan, men "Tillfälligheter" låg kvar längre på listan. Albumet nådde förstaplatsen på svenska albumlistan i november 2019. Det nådde även plats 40 på norska VG-lista.

## Låtlista
1. "Kurt Cobain"
2. "Solen har gått ner"
3. "Tillfälligheter"
4. "Jag kastar bort mitt liv"
5. "En timme till"
6. "Fiender är tråkigt"
7. "Där hjärtat satt förut"
8. "Rosa drinkar och champagne"
9. "5 minuter"
10. "Vilken sekund som helst"